# 國家網絡中心
國家網絡中心是德国政府建立以应对政府计算机的攻击。
内政部发言人宣布该机构将于2010年成立；德國政府報告，2010年前9個月，德國地方和聯邦政府使用的計算機系統受到1600次攻擊。 大比例的攻击来自中国。

## 機構間合作
新的國家網絡防禦中心匯集了联邦信息安全办公室的網絡防禦資源，联邦宪法保卫局， 联邦情报局、 联邦警察、 海关刑事调查办公室、德國聯邦國防軍、聯邦民防和救災辦公室， 联邦刑事警察办公室；亦将会与互联网服务供应商合作。